# Kūshk-e Bāgh
Kūshk-e Bāgh är en ort i Iran.   Den ligger i provinsen Khorasan, i den nordöstra delen av landet, 500 km öster om huvudstaden Teheran. Kūshk-e Bāgh ligger 982 meter över havet och antalet invånare är 249.
Terrängen runt Kūshk-e Bāgh är platt åt sydväst, men åt nordost är den kuperad.Runt Kūshk-e Bāgh är det ganska glesbefolkat, med 29 invånare per kvadratkilometer. Närmaste större samhälle är Kamīz, 16,4 km norr om Kūshk-e Bāgh. Omgivningarna runt Kūshk-e Bāgh är i huvudsak ett öppet busklandskap.